# Editoria a pagamento
L'editoria a pagamento (in inglese, vanity press; in francese, édition à compte d'auteur) è un segmento della pseudoeditoria, ovvero quel mercato parallelo e a volte sovrapposto all'editoria in cui la pubblicazione di un libro è pagata dall'autore, direttamente o tramite l'acquisto di un numero prefissato di copie, e il profitto viene attuato su tale spesa e non sulla vendita dei libri a eventuali lettori. L'espressione inglese è caustica nei confronti della "vanità" degli autori, solitamente di poesie o di romanzi, mentre quella francese sottolinea maggiormente il fatto che l'editore non si assume il rischio d'impresa, che ricade interamente sull'autore: l'attività dell'editore è in questo caso una mera prestazione d'opera (si intende invece per "editore a doppio binario" quell'editore che pubblica gratuitamente alcuni autori e a pagamento altri).

## Diffusione
In Italia il fenomeno per cui è l'autore a pagare l'editore perché pubblichi il libro, diffuso già nell'Ottocento (ma allora si parlava di pubblicazione su commissione), si è diffuso negli anni '80-'90, diventando noto con l'acronimo EAP (da "Editoria A Pagamento") o anche APS (cioè autore a proprie spese, inventato e reso di uso comune nella lingua italiana da Umberto Eco nel suo romanzo Il pendolo di Foucault, in un capitolo nel quale narra le vicende di uno scaltro editore che, oltre alla normale attività imprenditoriale, pubblica anche aspiranti romanzieri e poeti, facendosi pagare per questo e mettendo in campo una serie di artifici e raggiri volti ad ingannarli rispetto alle effettive prestazioni che fornisce loro in cambio). Dagli anni '00, sono nati siti come Scrittori in causa e Writer's dream, o iniziative come No EAP volti a mettere in guardia gli aspiranti autori (che spesso cadono in simili trappole ignorando che un vero editore paga l'autore invece che farsi pagare), cosa che ha nuovamente contenuto il fenomeno.

## Inquadramento del fenomeno
Per quanto sia legittima l'aspirazione a pubblicare una propria opera, anche quando questa non susciti interesse commerciale o culturale, e per quanto sia comprensibile il ricorso a un editore a pagamento, che pubblichi l'opera con qualità tipografica adeguata, fornendo all'autore la necessaria consulenza affinché il suo libro sia presentabile e apprezzabile, pur con una diffusione modesta anche soltanto tra amici e conoscenti, l'editoria a pagamento non gode di buona reputazione.
Ancora peggiore è la situazione che viene a crearsi quando l'editore a pagamento non offre servizi editoriali adeguati a fronte del contributo richiesto, ad esempio editing e correzioni testuali che portino il dattiloscritto al meglio delle proprie potenzialità, presentazioni dell'opera pubblicata, partecipazione a fiere del libro e ad eventi culturali in genere, distribuzione almeno minima in libreria, apposizione del codice ISBN. Anche volendo ammettere il ricorso all'editoria a pagamento, occorre comunque equilibrio tra contributo versato da parte dell'autore e l'effettiva prestazione dei servizi di consulenza redazionale, grafica e tipografica sopra descritti. Quando ciò non accade, il rapporto rasenta, e talvolta supera, i limiti della truffa commerciale.
Alcuni editori a pagamento bandiscono falsi concorsi, che vengono "vinti" da tutti coloro che vi partecipano, i quali poi ricevono il medesimo contratto di pubblicazione "con contributo".
Miriam Bendìa, nel suo saggio Viaggio di una giovane scrittrice tra editori a pagamento, ha analizzato il fenomeno proprio dal punto di vista delle offerte poco chiare e truffaldine. Stessa cosa ha fatto Antonio Barocci nel saggio Manuale per non farsi pubblicare.

## Editoria a pagamento e autori famosi
È capitato, in epoche passate, che alcuni autori poi divenuti affermati e famosi abbiano iniziato la propria carriera pubblicando a pagamento le loro prime opere: sono celebri i casi di Alberto Moravia, che nel 1929 ha pubblicato a pagamento Gli indifferenti con 5000 lire prestategli dal padre; di Umberto Saba, che nel 1911 pubblicò a proprie spese con lo pseudonimo di Saba il suo primo libro, Poesie, con la prefazione di Silvio Benco; o ancora di Italo Svevo, che pubblicò a sue spese i primi due romanzi, Una vita nel 1893 e Senilità nel 1898. Anche quando ebbe una grande notorietà, Marcel Proust ricorse all'édition à compte d'auteur, perché non sopportava alcuna ingerenza da parte dell'editore. Relativamente recente è il caso di Federico Moccia, che nel 1992 pubblicò a proprie spese la prima edizione di Tre metri sopra il cielo. Al di là di questi casi eccezionali, sono però pochissimi gli autori di successo che hanno cominciato la loro carriera in questo modo, poiché generalmente la pubblicazione a pagamento viene considerata una macchia sul curriculum, una sorta di "peccato originale". Molti preferiscono essere infatti editori a proprie spese, senza rivolgersi all'editore a pagamento (autoedizione).

## Editoria a pagamento ed editoria "sostenuta"
Un caso di editoria che in qualche modo potrebbe essere ricondotto al concetto di editoria a pagamento, ma che si differenzia in modo sostanziale da questa, è la cosiddetta "editoria sostenuta".
Quando un'opera è di alto livello culturale, ma anche estremamente specialistica (ad esempio un saggio approfondito su tematiche particolari), può accadere che nessuna casa editrice sia disposta a pubblicarla, poiché commercialmente avrebbe la certezza di ricavarne soltanto perdite. Allora sono enti e istituzioni (ad esempio fondazioni, o centri studi, o le stesse Università), che spesso ritengono meritevole di pubblicazione una monografia di un giovane ricercatore o di un autore ancora sconosciuto e decidono di contribuire alla spese di stampa. Questo tipo di sostegno ha un'elevata importanza culturale, poiché salvaguarda una parte della cultura di nicchia, promuovendone la diffusione e la circolazione e permettendo altresì la produzione di libri di alto livello scientifico e non soltanto di successi editoriali di largo consumo. Nel caso dell'editoria sostenuta è dunque l'istituzione che eroga il contributo a svolgere una funzione fondamentale che tradizionalmente spetta all'editore, quella di sottoporre al vaglio il libro da pubblicare (vaglio che invece viene completamente a mancare nell'editoria a pagamento).
Tuttavia l'asserita distinzione tra editori puri che si reggono sulle vendite ed editori che usufruiscono del contributo di autori o di terzi, spesso non è così netta. E talvolta anche grandi editori ricevono un contributo da parte di enti pubblici per l'edizione di opere in molti volumi di autori importanti per la storia della cultura patria, oppure di opere specialistiche e settoriali rilevanti, ma che non avrebbero sul mercato una vendita di copie sufficiente a pagare tutte le spese di stampa.

### Edizioni nazionali
Di un livello e un interesse culturale assai più alto e generale, ma non dissimile nelle motivazioni, è la produzione delle Edizioni nazionali, in cui lo sponsor è addirittura un ministero. In Italia il Ministero per i Beni e le Attività Culturali si assume l'onere di retribuire i curatori dei testi critici e finanziare la stampa di voluminose opera omnia, che altrimenti ben difficilmente vedrebbero la luce, se dipendessero dalle richieste del mercato. Persino l'edizione nazionale di Tutte le opere di Gabriele D'Annunzio, pubblicate in 49 volumi dal 1927 al 1936 dal nuovo astro nascente dell'editoria italiana Arnoldo Mondadori, lungi dal reggersi solo sulle vendite, prevedeva un apporto di un milione e mezzo di lire da parte del Provveditorato generale dello Stato, contro un apporto di soltanto un milione da parte dell'editore Mondadori. A fronte di ciò lo Stato si riserva il diritto d'autore delle edizioni critiche per 20 anni.

### Pubblicazioni specialistiche
Per il mercato scientifico o di alta specializzazione culturale, i testi scritti in italiano, quando non sono adottati in corsi universitari frequentati da un alto numero di allievi, in genere non hanno un sufficiente mercato. Diventa perciò prassi comune da parte anche dei più qualificati editori, richiedere un contributo, che può essere offerto o dall'autore, o dall'istituto culturale a cui è legato oppure da sponsor esterni.
Non è solo l'interesse degli autori alla diffusione del contenuto delle proprie idee o delle ricerche scientifiche: il più delle volte è la necessità di poter disporre di opere a stampa da presentare nei concorsi o comunque per fare carriera accademica. Peraltro gli editori di saggistica di livello elevato devono organizzare un sistema di revisione paritaria, che comporta evidentemente uno sforzo organizzativo, quando non addirittura spese vive.
Allo stesso modo se un testo in italiano vuole essere conosciuto all'estero, dove è più facile trovare un mercato di acquirenti, deve essere tradotto in inglese. Tuttavia gli editori internazionali, anche quelli di primissimo rango, esigono che il testo sia fornito, appunto, in lingua inglese di standard accademico. Se l'autore non è in grado di provvedere alla traduzione, deve procurarsi un contributo che copra le spese di traduzione.
Correlata a tale fenomeno vi è l'esigenza, negli ambienti accademici, di accumulare un certo numero di pubblicazioni (publish or perish), per cui la pubblicazione a pagamento può soddisfare esigenze di carriera anche al di là degli aspetti di mera vanità.

## Parametri
Non è possibile fornire parametri esatti circa l'ammontare dell'intervento economico che permette la pubblicazione del libro.  Ogni pubblicazione può avere caratteristiche diverse, quanto a formato, numero delle pagine, rilegatura, presenza di illustrazioni in bianco e nero o a colori in copertina e nelle pagine interne. Una pubblicazione di pregio di un migliaio di pagine su carta vergata o patinata, con tavole a colori, elegantemente rilegata con copertina rigida e sovraccoperta, differisce sostanzialmente da un tascabile in brossura, di un centinaio di pagine, stampate in bianco e nero su carta ordinaria.
Rientrano poi nei costi la correzione e l'editing del testo, le presentazioni e la promozione in genere. 
In linea di massima, i rapporti di costo fra le varie fasi di realizzazione di un'opera, cioè gli elementi che concorrono alla formazione del prezzo finale di copertina, possono essere schematicamente suddivisi in tre parti:
- redazione e composizione del volume, 25 per cento
- stampa tipografica e legatoria, 25 per cento
- promozione e distribuzione organizzata, 50 per cento

È chiaro che si tratta di uno schema semplicistico. I costi reali che un editore affronta possono variare notevolmente: i costi di stampa per un tascabile economico di grandissima tiratura sono inferiori a quanto indicato, mentre saranno superiori per un'opera di pregio. Ma questo parametro, applicato alla valutazione dell'editoria a pagamento, rappresenta un utile discrimine per capire se l'offerta che l'autore o l'ente riceve è coerente con il prodotto e i servizi che lo hanno reso tale. In pratica il processo economico base dell'editoria, secondo cui lo scrittore scrive, l'editore vende e il lettore compra, con l'azzeramento del rischio d'impresa viene ribaltato in uno schema nel quale l'editore vende e lo scrittore compra (ed eventualmente, se ci riesce, rivende ai propri conoscenti).

## Chi offre il servizio
Gli editori che offrono servizi di editoria sostenuta, ovvero la possibilità di pubblicare opere di scarsa o nulla valenza commerciale, ma d'elevato contenuto e valore culturale, quando sia presente uno sponsor istituzionale che ne sostenga i costi, non devono essere confusi con gli editori a pagamento.
Gli editori a pagamento non svolgono alcuna selezione e accettano tutti i manoscritti che vengono loro sottoposti, chiedendo poi all'aspirante autore contributi diretti per la pubblicazione, oppure richiedono l'acquisto di quantità considerevoli di copie come prerequisito per la stampa del libro.
Un'ulteriore fascia di mercato legata all'editoria a pagamento, anche se apparentemente presentata come disintermediazione, è rappresentata dai servizi di autopubblicazione del tipo print on demand, o book on demand, che sono espressamente e dichiaratamente dedicati alla stampa su richiesta, nei quali è l'autore a provvedere personalmente alla confezione editoriale della propria opera, a fronte di un impegno economico più ridotto (spesso con acquisti minimi di 30/50 copie del libro o anche meno). Questo tipo di servizio è in genere offerto direttamente sul Web a prezzi più o meno concorrenziali.

## Tendenze future
Se il ricorso all'editoria a pagamento, in seguito a una maggiore copertura giornalistica del fenomeno, è oggi più largamente riconosciuto come un errore per un aspirante autore, sia perché gli editori a pagamento, una volta incassato il denaro dell'autore, non hanno alcun interesse a distribuire e vendere i libri, sia perché, non correndo rischi, le case editrici di editoria a pagamento accettano tutti i manoscritti che vengono loro proposti e la pubblicazione con una di esse non costituisce dunque alcun titolo di merito. 
Dall'altro lato sta crescendo la ricerca di forme di disintermediazione della figura dell'editore tradizionale, con una crescita delle autoproduzioni.